# 新沢嘉芽統
新沢 嘉芽統（しんざわ かがとう、1912年 - 1996年5月20日）は、日本の農学者・水文学者。農学博士（東京大学、1962年）

## 経歴
新潟県生まれ。1936年東京帝国大学農学部卒、農林省に入り、愛知県、熊本県で勤務。1945年東大農学部講師、54年東京大学農学部助教授、69年教授。73年定年退官。上野英三郎を初代担当とする農業工学講座が別れた後の、農業土木学第三講座（1954-1961）、農業土木学第二講座（1961-1963）、農地工学講座（1969-1973）を担当。1962年「河川における水利調整の研究」で東大農学博士。1963年『河川水利調整論』で日経・経済図書文化賞受賞。

## 著書

### 単著
- 『農業剰余価値形態論：土地資本を中心として』（東京大学出版会、1954年）
- 『土地改良論』（東京大学出版会、1955年）
- 『農業水利論』（東京大学出版会、1955年）
- 『農産物価格論：米価形成の機構に関する研究』（資源協会、1959年）
- 『河川水利調整論』（岩波書店、1962年）
- 『農産物価格論：米価形成の機構に関する研究』（有斐閣、1986年）

### 共著
- （山崎不二夫・八幡敏雄）『農地造成』（金原出版、1958年）
- （小出進）『耕地の区画整理』（岩波書店、1963年）
- （華山謙）『地価と土地政策』（岩波書店、1970年）
- （岡本雅美）『利根川の水利』（岩波書店、1985年）

### 監修
- （安井正巳）『水の経済学』（日本経済新聞社、1975年）
- （岡本雅美・志村博康・徳永光一・華山謙）『水利の開発と調整：その地域的研究』（時潮社、1978-80年）

## 論文
- <新沢嘉芽統